# Ascotis acicys
Ascotis acicys är en fjärilsart som beskrevs av Louis Beethoven Prout 1925. Ascotis acicys ingår i släktet Ascotis och familjen mätare. Inga underarter finns listade i Catalogue of Life.